# Eugène Leroux
Eugène Leroux (* 28. September 1833 in Paris; † 24. Januar 1905 ebenda) war ein französischer Genre-, Historien- und Landschaftsmaler.

## Leben
Leroux war ein Sohn von Louis Leroux und dessen Frau Antoinette (geborene Prévost). Er wurde Schüler François-Édouard Picots und fertigte insbesondere Genrebilder des ländlichen Sittenbildes, die Szenen aus dem bretonischen Volksleben darstellen. Sein Bruder Hector Leroux war ebenfalls Maler. Am 3. April 1851 trat er in die École des beaux-arts ein. Seit 1861 waren seine Werke im Pariser Salon zu sehen und er errang mehrere Auszeichnungen (1864, 1873 und  1875) in Ausstellungen. Insbesondere für sein Bildnis eines Neugeborenen in einem Bauernhaus in der Bretagne, erhielt er mehrere Medaillen. Im Jahr 1873 stellte er in Wien ein bretonisches Interieur aus und erhielt 1875 eine Medaille bei der Weltausstellung in Wien. War als Lehrer am Lycée Charlemagne, Lycée Janson de Sailly und am Lycée Carnot tätig. Leroux nahm als Freiwilliger am Krieg von 1870–1871 teil, wo er im Oktober 1870 bei Malmaison schwer verletzt wurde. Für seinen dortigen Einsatz wurde Leroux per Dekret vom 7. September 1871 zum Ritter der Ehrenlegion ernannt. Er und war Professor am École nationale des arts décoratifs.
Leroux war mit Jeanne Berthe (geborene Couturier) verheiratet und wohnte zuletzt in der Rue Aumont-Thiéville Nr. 2.

## Werke (Auswahl)

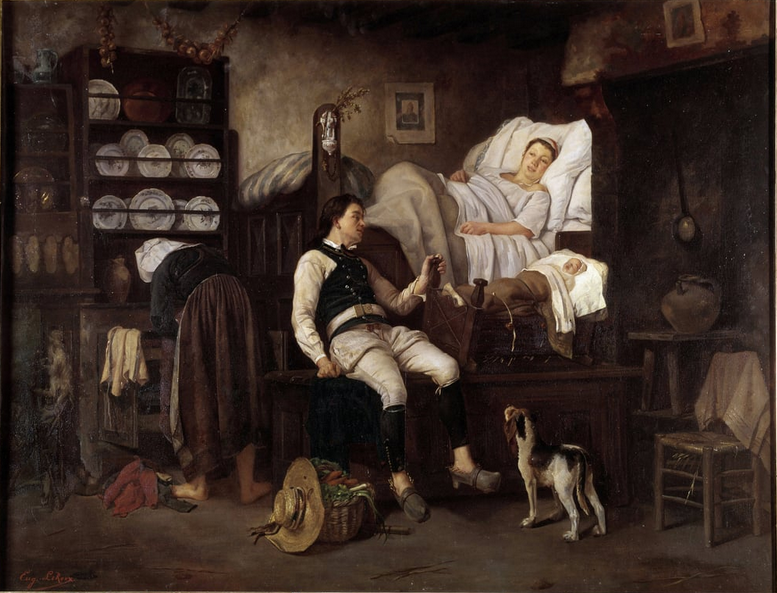
Das Neugeborene

- Le nouveau-né – Das Neugeborene (1864, Musée du Luxembourg)
- Servante bretonne – Bretonischer Diener (1866, Musée de Lille)
- L’empereur Alexandre II, de Russie, donnant audience à l’honorable G. V. Fox – Kaiser Alexander II. von Russland gibt dem ehrenwerten G. V. Fox eine Audienz (1866)
- Avant l’ensevelissement – Vor der Beerdigung (1873)
- Un vieil amateur – Ein alter Liebhaber (1874)
- Une ambulance privée pendant le siège de Paris 1870–1871 – Eine private Ambulanz während der Belagerung von Paris 1870–1871 (1875)
- La lettre de recommandation – Das Empfehlungsschreiben (1876)
- Rhonetal bei Avignon (1894)